# Václav Panýrek-Vaněk
Václav Panýrek-Vaněk (6. ledna 1865 Praha-Nové Město — 6. dubna 1939 Praha-Kobylisy) byl český poštovní úředník a spisovatel. V letech 1919–1925 zastával vysoké funkce na československém ministerstvu pošt. Ve svých povídkách a humoreskách, vydávaných v tisku i knižně, přinášel prostým lidovým způsobem bystře odpozorované příběhy ze života. Používal také pseudonym K. D. Osi.

## Život
Narodil se 6. ledna 1865 v pražské porodnici (čp. 447-II, tj. Apolinářská 447/4, Praha 2) jako nemanželský syn Marie Vaňkové ze Zelené Hory u Nepomuku; otec nebyl v matrice uveden. 27. března 1890, tj. už jako dospělý, byl na základě uzavřené smlouvy adoptován poštovním výpravčím Matějem Panýrkem (1837-1912) a jeho první manželkou Kateřinou (1834-1895). O dva dny později mu soud změnil příjmení na Panýrek-Vaněk.
Absolvoval v Praze gymnázium a práva, doktorský titul ale podle dostupných informací nezískal. Poté nastoupil k pražskému ředitelství pošt a telegrafu. Nejprve pracoval jako praktikant, poté asistent (1890 nebo 1891), oficiál (1896) a komisař (1906). Za první světové války sloužil u polní pošty a v dubnu 1918 byl jmenován poštovním radou. Po vzniku Československa byl přidělen k ministerstvu pošt, kde prováděl správu administrativní služby pro telefon. Roku 1919 byl jmenován centrálním inspektorem a v této funkci organizoval mimo jiné obnovu poštovní sítě na Slovensku. Během maďarského vpádu byl generálním ředitelem československé polní pošty. Poté byl v lednu 1920 jmenován ministerským radou, roku 1921 postaven do čela sociálního a r. 1923 personálně politického oddělení ministerstva. V roce 1925 odešel do výslužby.
Byl také veřejně činný. Roku 1900 vstoupil do Umělecké besedy. V roce 1907 byl zvolen do výboru spolku spisovatelů Máj, o rok později se tam stal revizorem účtů a aktivní byl i v pozdějších letech. V červenci 1910 byl na ustavující valné hromadě Nakladatelského družstva Máj (akciové společnosti) zvolen náhradníkem člena dozorčí rady a o rok později náhradníkem správní rady. Počátkem roku 1913 byl členem zábavního výboru Spolku bývalých žáků akademického gymnázia v Praze a v roce 1924 se v Obecním domě účastnil schůzky absolventů gymnázia po čtyřiceti letech.
Zemřel 6. dubna 1939 v Praze-Kobylisích, pohřben byl na libeňském hřbitově.

## Dílo
Uveřejňoval veselé i vážné povídky v řadě novin a časopisů, např. Paleček, Švanda dudák, Zábavné listy, Vesna, Besedy lidu, Máj, Zlatá Praha, Národní politika, Národní listy, Hlas národa a Venkov. Do Hlasu národa a Máje přispíval také literárními a divadelními recenzemi. Byl charakterizován jako milý, sympatický a působivý povídkář, který psal bodře až vesele laděné příběhy ze života a z jehož díla vyzařovala vlídná dobrota. Po první světové válce uveřejňoval v časopisech vzpomínky pod pseudonymem K. D. Osi.
Knižně vyšly sbírky:
- Lehký dým (1900, 1909)
- Lehký vzduch (1900)
- Brázdy života (1903), drobné tragédie a komedie z rodinného života. Dumavá melancholie některých povídek upomíná na autorovu inspiraci Turgeněvem.[25]
- Ovoce různých stromů (1907), považovaná za jeho nejlepší dílo[23] (online)

Z prací vydaných v časopisech můžeme jmenovat například humoresku Předcházel si ho (Národní politika 15.05.1898) nebo povídku Když ženuška usne (Národní politika 06.08.1903).
Překládal rovněž z polštiny, např. Henryka Sienkiewicze.
Podle nekrologu v Národních listech měl být autorem Historických povídek z Boleslavska, vydaných u Nešněry; knihu s podobným názvem Historické obrázky z Boleslavska nicméně napsal Václav Vaněk (1833–1900), t. č. řídící učitel v Bezně.

## Rodina
4. srpna 1890 se v kostele Panny Marie Sněžné oženil s Františkou Richterovou (1867–???), dcerou velkoobchodníka. Měli děti:
- Syn Václav Panýrek-Vaněk (1891–1966)[30][31] také vystudoval práva.[32] Roku 1935 byl obžalován, že spolu se čtyřmi komplici padělal dovozní povolení na zemědělské komodity; v reportáži byl uveden jako „JUC. Václav Panýrek-Vaněk, 44letý, bez stálého zaměstnání“.[33] Soud ho ale osvobodil, protože byl jen prostředníkem a vina mu nebyla prokázána. (Z celé skupiny byl odsouzen jen hlavní organizátor na dva roky.)[34]
- Měli také dceru Františku Herminu (1909–??).[30]